# Pauillac
Pauillac is een gemeente in het Franse departement Gironde in de regio Nouvelle-Aquitaine. De plaats maakt deel uit van het arrondissement Lesparre-Médoc. Pauillac telde op 1 januari 2022 5.165 inwoners.
De gemeente is beroemd vanwege de drie premiers crus:
Château Mouton-Rothschild, Château Lafite-Rothschild en Château Latour.

## Geografie
Pauillac ligt in het zuidwesten van Frankrijk in de buurt van de Atlantische Oceaan, aan de oevers van de Gironde, het grootste estuarium van West-Europa.
De oppervlakte van Pauillac bedroeg op 1 januari 2022 22,74 vierkante kilometer; de bevolkingsdichtheid was toen 227,1 inwoners per km².

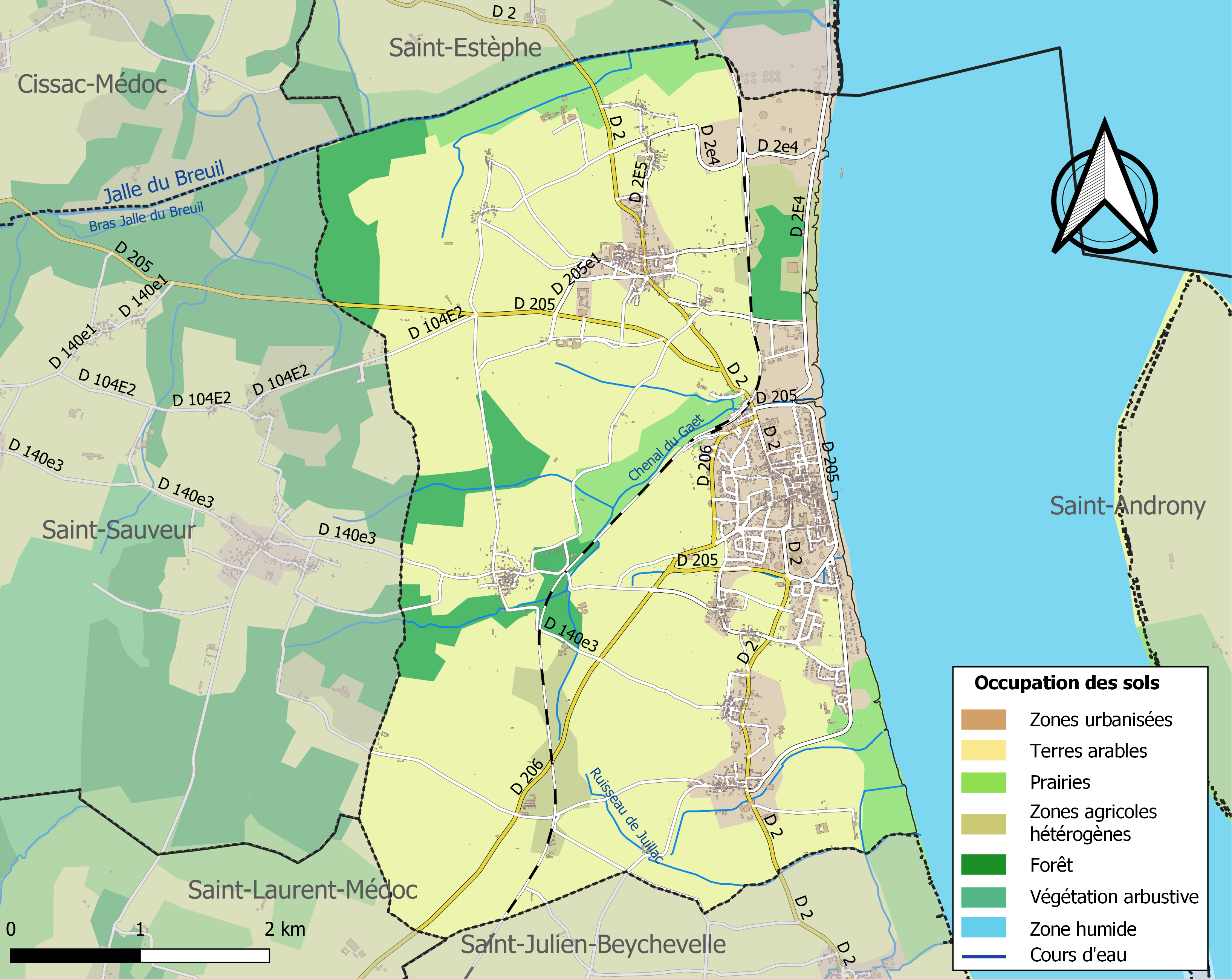
Kaart van de gemeente met belangrijkste infrastructuur, bodemgebruik en omliggende gemeenten

## Verkeer
In de gemeente ligt het spoorwegstation Pauillac.

## Klimaat
Pauillac heeft door de nabijheid van de Atlantische Oceaan een gematigd zeeklimaat, met zachte winters en koele zomers. Gemiddeld valt er 820mm neerslag over het hele jaar verdeeld met 2000 zonuren per jaar.

## Demografie
Onderstaande figuur toont het verloop van het inwonertal (bron: INSEE-tellingen).

## Bezienswaardigheden

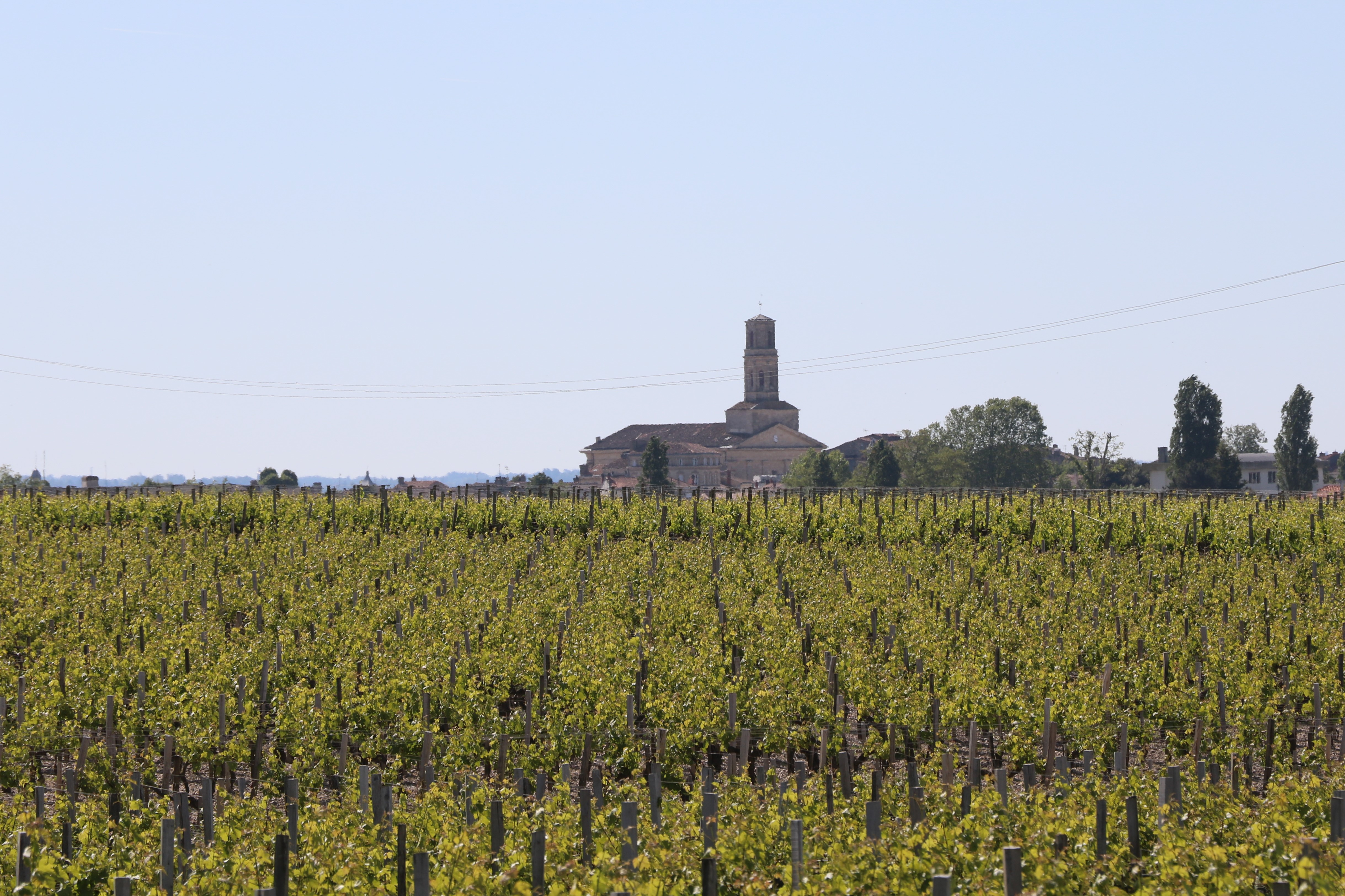
Kerk Saint-Martin en Wijnstreek Pauillac

- De Église Saint-Martin is een 19e-eeuwse rooms-katholieke kerk. Het ontwerp is van Armand Corcelles.
- Château Lafite Rothshild
- Château Mouton Rothshild
- Château Latour
- Château Lynch-Bages
- Château Pichon-Longueville
- Château Pichon Longueville Comtesse de Lalande

## Sport
Pauillac was één keer etappeplaats in de wielerkoers Ronde van Frankrijk. In 2010 won de Zwitser Fabian Cancellara er de rit.

## Stedenbanden
- Pullach im Isartal (Beieren, Duitsland)
- Paulhac (Haute-Garonne, Frankrijk)

## Bekende inwoners uit Pauillac

### Geboren zijn en/of woonachtig zijn/geweest
- Jean-Paul Bertrand-Demanes (1952), voormalig Franse voetballer
- Lilian Laslandes (1971), voormalig Franse voetballer

## Afbeeldingen

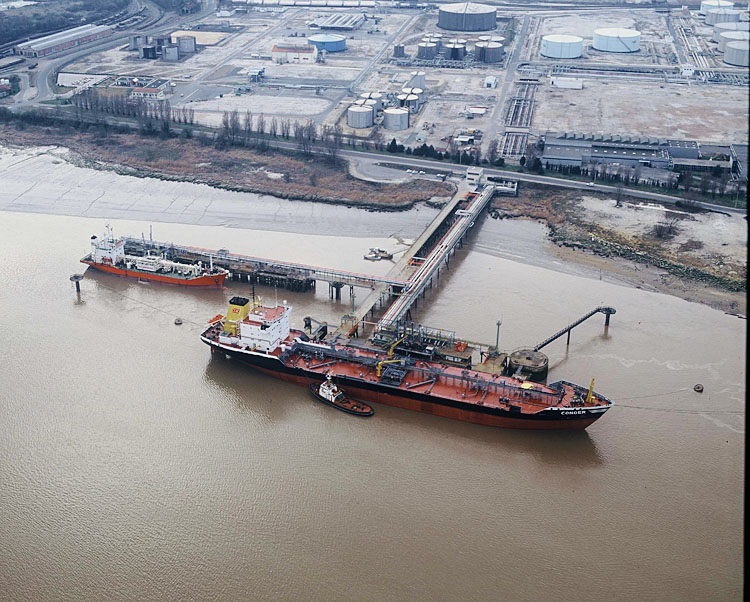
Havengebied
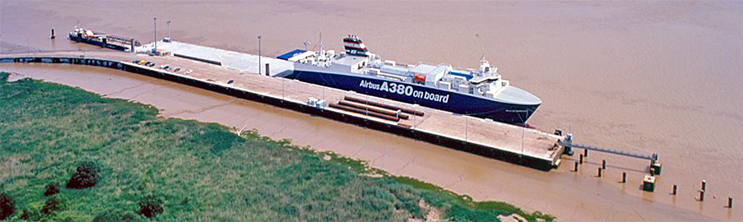
Havengebied
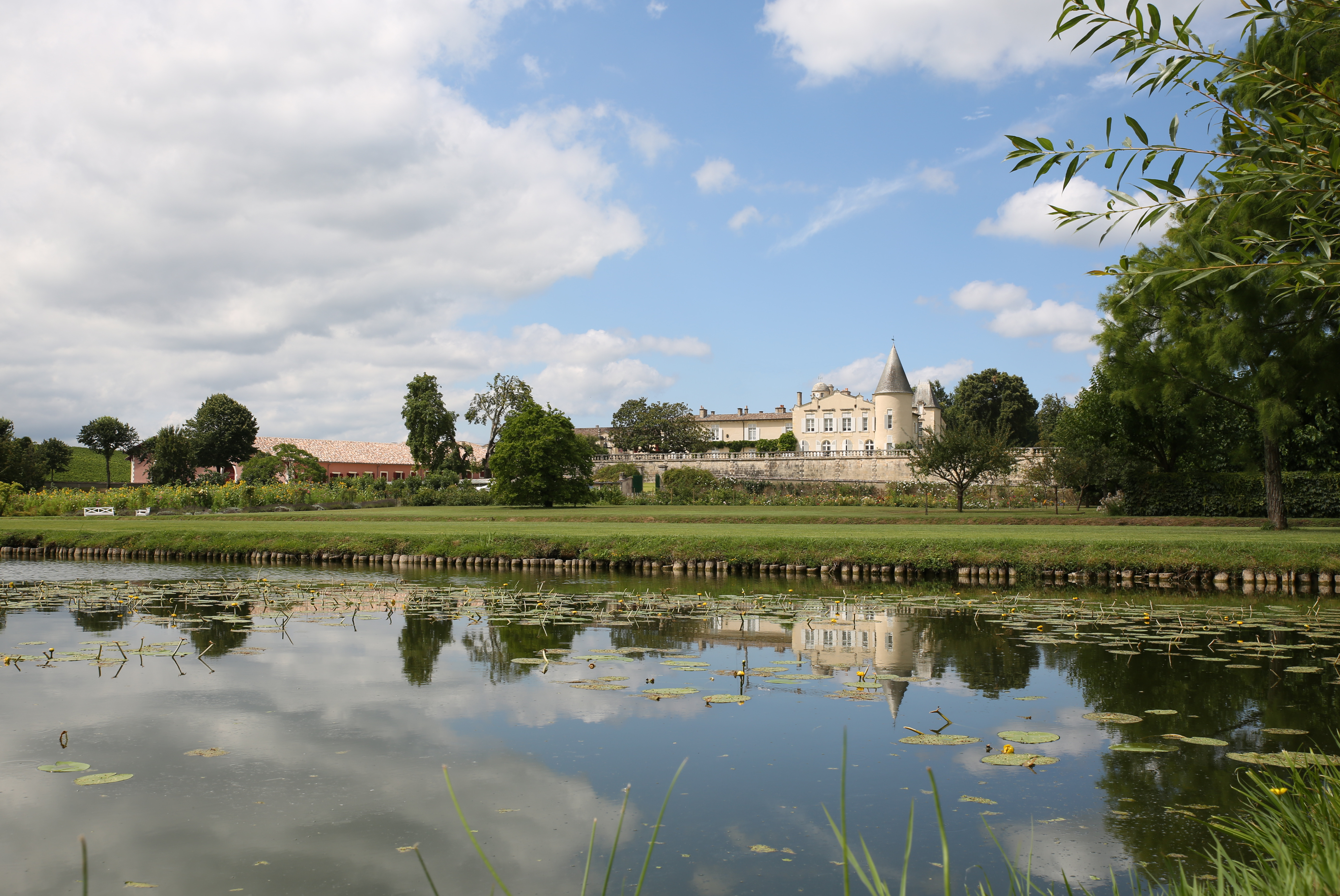
Château Lafite Rothschild
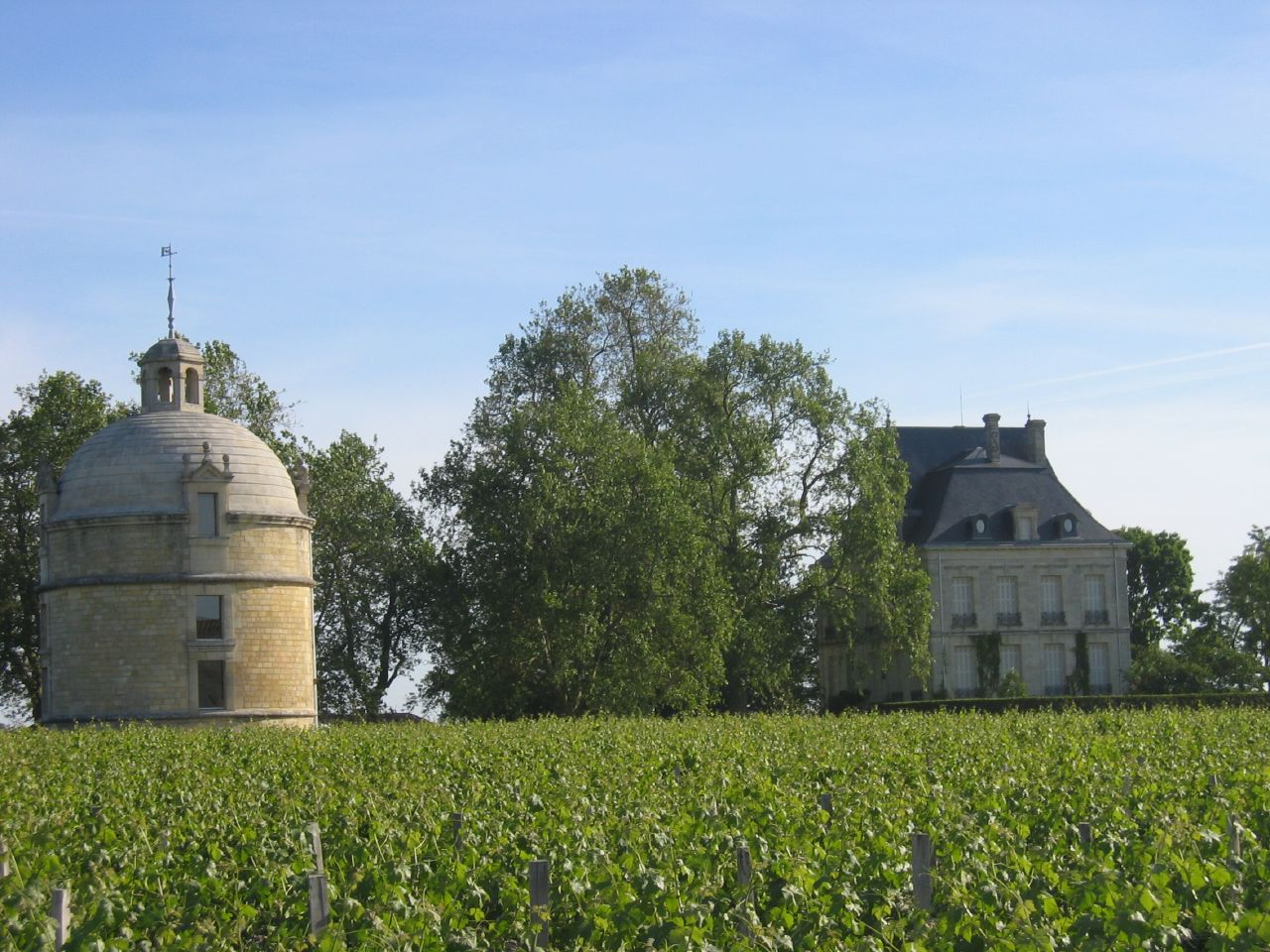
Château Latour
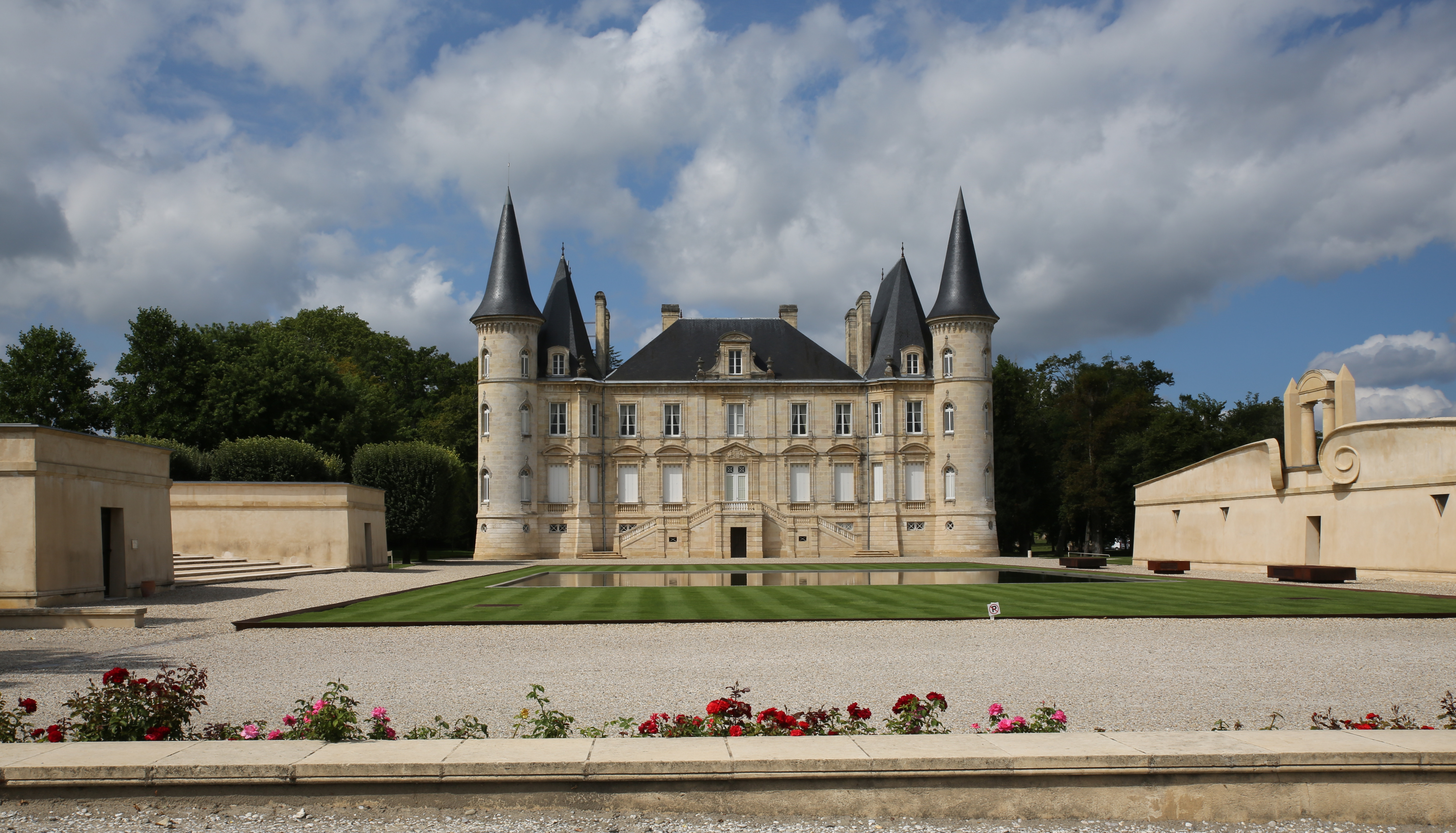
Château Pichon Longueville
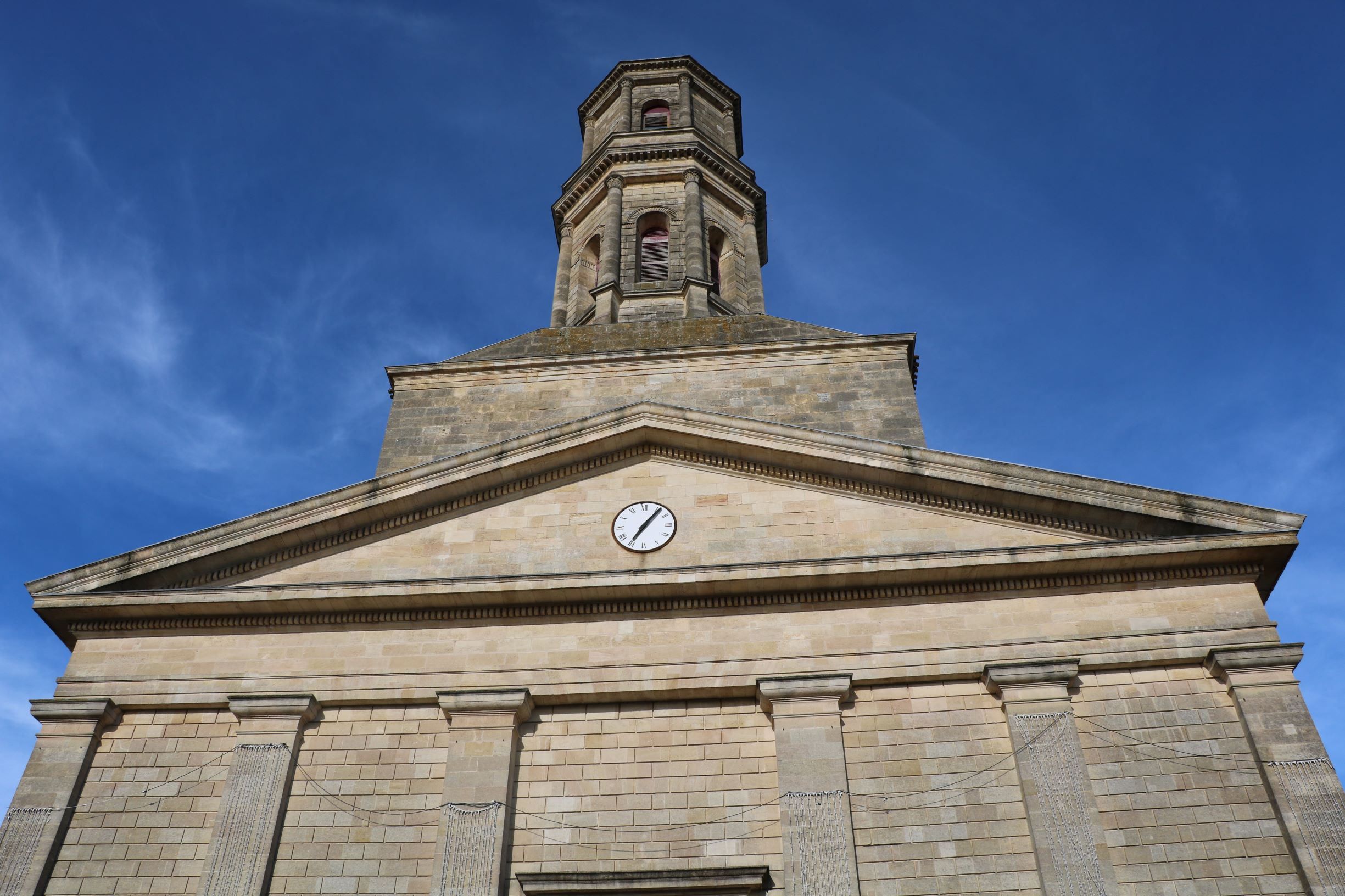
Kerk Saint-Martin
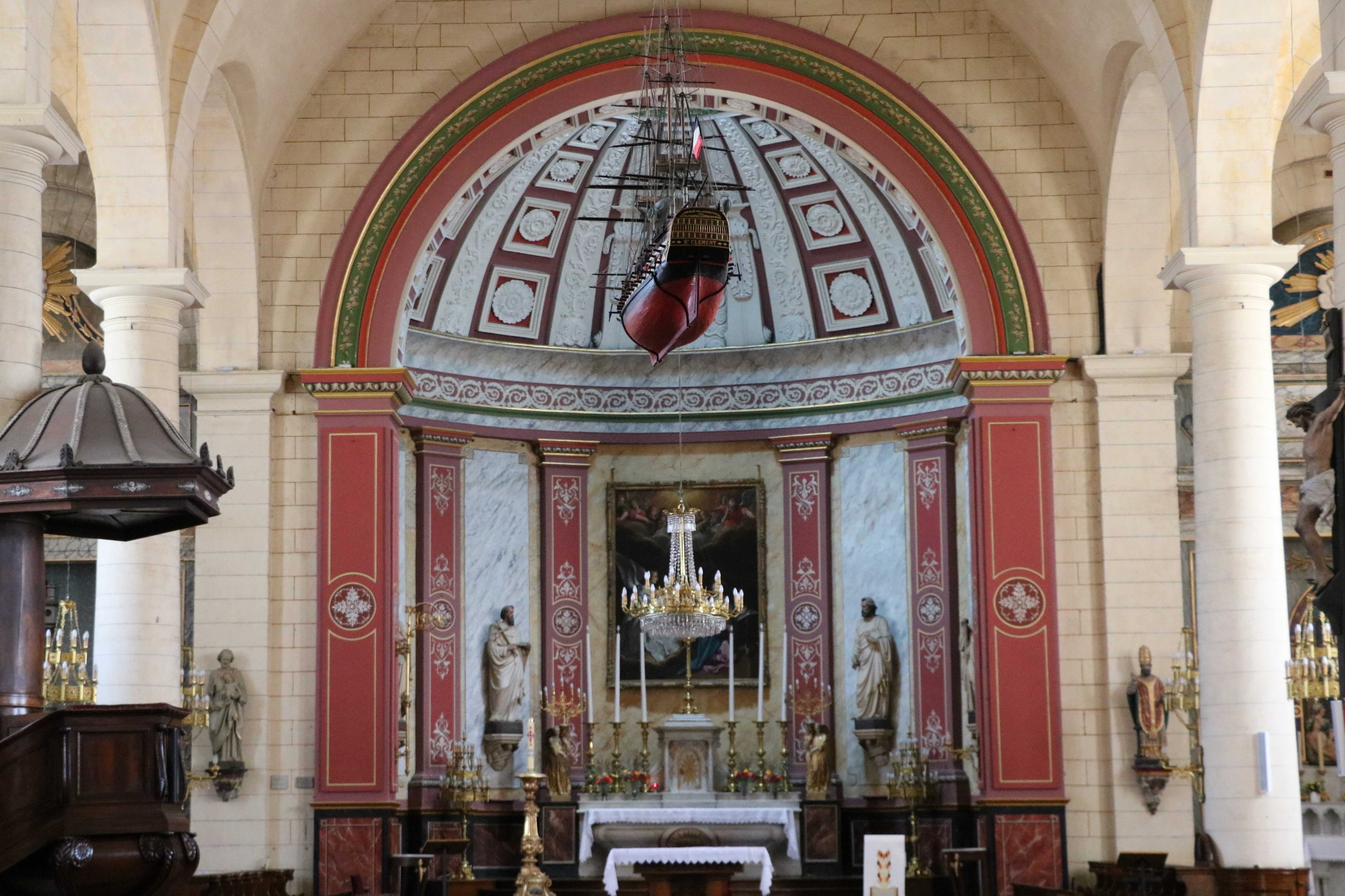
Kerk Saint-Martin